# Iglesia de la Sagrada Familia (Caucasia)
La Sagrada Familia de Caucasia, es un templo de culto católico bajo la advocación de la Sagrada Familia. Es un edificio de estilo contemporáneo, construida en concreto macizo a la vista, tomó 4 años su construcción. El templo está situado en el costado norte del parque Las Banderas del municipio colombiano de Caucasia, al norte del Bajo Cauca,(Antioquia). El edificio es un templo parroquial, pero en 2001 la población comenzó a llamarle comúnmente catedral, por ser la parroquia de mayor cubrimiento de la población y por su espacio, aunque no es un templo catedralicio, ya que no es sede del episcopado.

## Historia
La zona en la que hoy se encuentra Caucasia, fue habitada por los indios Zenues que se dedicaban básicamente a la agricultura y extracción de Oro. 
En 1918 Por creación del municipio, llegaron las hermanas Teresitas, por acción del obispo Miguel Ángel Builes quien trajo la formación bajo la guianza de Dios.
Así por crecimiento de la población año tras año, se construyó la tercera parroquia del municipio de Caucasia llamándola la Sagrada Familia en acción de gracia a las Familias Caucasianas hacia Jesús,María y José, que comenzó a aglutinar al naciente pueblo.
Fue erigida parroquia por decreto #25 del 18 de diciembre de 1997, de Mons. Jairo Jaramillo Monsalve. Primer párroco: Pbro. Francisco Mejia Vargas.

### Sistema constructivo
El edificio está compuesta por 16 columnas en la nave central, de forma cilíndrica, construidas en ladrillo macizo, con diámetro de 0,75 metros, y con pedestal de 1 x 1 metro. Muros portantes de 1 metro de ancho en la fachada, en la medianería de 0,80 metros, y en la pared crítica, la que soporta más esfuerzos, como la de los altares, 1,60 metros. En la Fachada Principal, se compone de una larga espiga, que hace alusión a la estrella de Belén, aunque también a la Mitra Papal.